# Kim Hyon-hui
Đây là một tên người Triều Tiên, họ là Kim.
Kim Hyon-hui (Hangul: 김현희, Hanja: 金賢姬, Hán Việt: Kim Hiền Cơ; sinh ngày 27 tháng 1 năm 1962), còn được gọi là Ok Hwa, là một cựu đặc công Cộng hòa Dân chủ Nhân dân Triều Tiên, chịu trách nhiệm cho vụ đánh bom Chuyến bay 858 của Korean Air vào năm 1987, làm chết 115 người. Bà bị bắt ở Bahrain sau vụ đánh bom và bị dẫn độ sang Hàn Quốc. Ở đó bà đã bị kết án tử hình nhưng sau đó được ân xá. Ngày nay bà sống ở Hàn Quốc ở một nơi bí mật, được che chở thường xuyên bởi nửa tá người bảo vệ vì luôn lo sợ những kẻ ám sát sẽ tấn công bất cứ lúc nào.
Cộng hòa Dân chủ Nhân dân Triều Tiên phủ nhận bà Kim đã sinh ra ở miền Bắc, và xem toàn bộ tiểu sử của bà như là một sự bịa đặt của miền Nam. Ở một số huyện ở Nhật Bản mà các trường học được tài trợ và điều hành bởi Triều Tiên dạy cho học sinh rằng Kim là một gián điệp Hàn Quốc. Theo lời khai của Kim, bà đã được dạy tiếng Nhật, và sứ mệnh của bà có liên hệ đến Yaeko Taguchi, một trong ít nhất 13 người Nhật bị bắt cóc bởi Triều Tiên.
Trong những năm gần đây, Kim đã công khai bày tỏ sự hối tiếc về vụ đánh bom và bà đã cung cấp thông tin về tình hình nội bộ ở CHDCND Triều Tiên cũng như tình trạng của những người bị bắt cóc.

## Thời niên thiếu
Kim Hyon-hui sinh ra ở Bình Nhưỡng, Cộng hòa Dân chủ Nhân dân Triều Tiên. Cha là một nhà ngoại giao, gia đình vì vậy đã sống một thời gian ở Cuba. Kim là một học sinh xuất sắc ngay cả trong các hoạt động sau giờ học.
Kim ban đầu được đào tạo như một nữ diễn viên, và đã đóng phim trong phim Technicolor đầu tiên của Triều Tiên, đóng vai một cô gái có gia đình chạy sang Triều Tiên để thoát khỏi đói nghèo ở Hàn Quốc. Năm 1972, bà đã được chọn để trao bông hoa cho các đại biểu cao cấp của Hàn Quốc tại cuộc hội nghị Bắc-Nam tại Bình Nhưỡng. Sau khi tốt nghiệp trung học, bà theo học tại trường Cao đẳng Ngoại ngữ Bình Nhưỡng, nơi bà học tiếng Nhật Bản. Tuy nhiên, Kim chỉ mới bắt đầu học thì đã được cơ quan tình báo tuyển dụng làm việc, bà tin là bởi vì mình xinh đẹp. Bà đã không có thời giờ để từ giã bạn bè, và chỉ được ở một đêm cuối với gia đình.

## Huấn luyện gián điệp
Chẳng bao lâu sau khi tham gia cơ quan gián điệp Triều Tiên, Kim đã được đặt một tên mới: Ok Hwa và gửi đến sống trong một khu vực riêng biệt bên ngoài Bình Nhưỡng. Ở đó, Kim đã trải qua gần 8 năm đào tạo để trở thành gián điệp. Khóa đào tạo của cô bao gồm võ thuật, rèn luyện thể chất, và ba năm học tiếng Nhật Bản. Cô giáo tiếng Nhật của Kim là bà Yaeko Taguchi, một trong nhiều người Nhật bị bắt cóc bởi Triều Tiên. Sau đó, Kim đã làm chứng rằng Taguchi lúc đó được gọi là Lee Eun-hye (李恩惠, 리 은혜). Ngoài ra, sinh viên tại cơ sở này cũng được xem những phim tuyên truyền. Vào cuối khóa đào tạo, Kim đã bị kiểm tra chặt chẽ. Một phần của kỳ thi cuối cùng của mình đòi hỏi cô phải xâm nhập và ghi nhớ một tài liệu từ một đại sứ quán giả.
Kim cũng đã từng ở Ma Cao để học tiếng Quảng Đông để có thể giả dạng làm người Ma Cao hay Hong Kong và đã được phép sang châu Âu với một người đàn ông lớn tuổi, được biết đến với cô như là Kim Seung Il (金勝一). Đây là một phần của việc chuẩn bị kỹ lưỡng để hoàn thành một nhiệm vụ mà được cho là có tầm quan trọng rất lớn đối với gia đình chủ tịch nước Kim. Ban đầu họ bay từ Bình Nhưỡng sang Moskva. Rồi từ đó sang Budapest nơi họ được đưa cho hộ chiếu Nhật Bản giả mạo và bắt đầu đóng vai cha con cùng nhau đi châu Âu. Sau đó họ bay tới Baghdad để chuẩn bị cuộc đánh bom phi cơ Hàn Quốc.

## Chuyến bay 858 của Korean Air

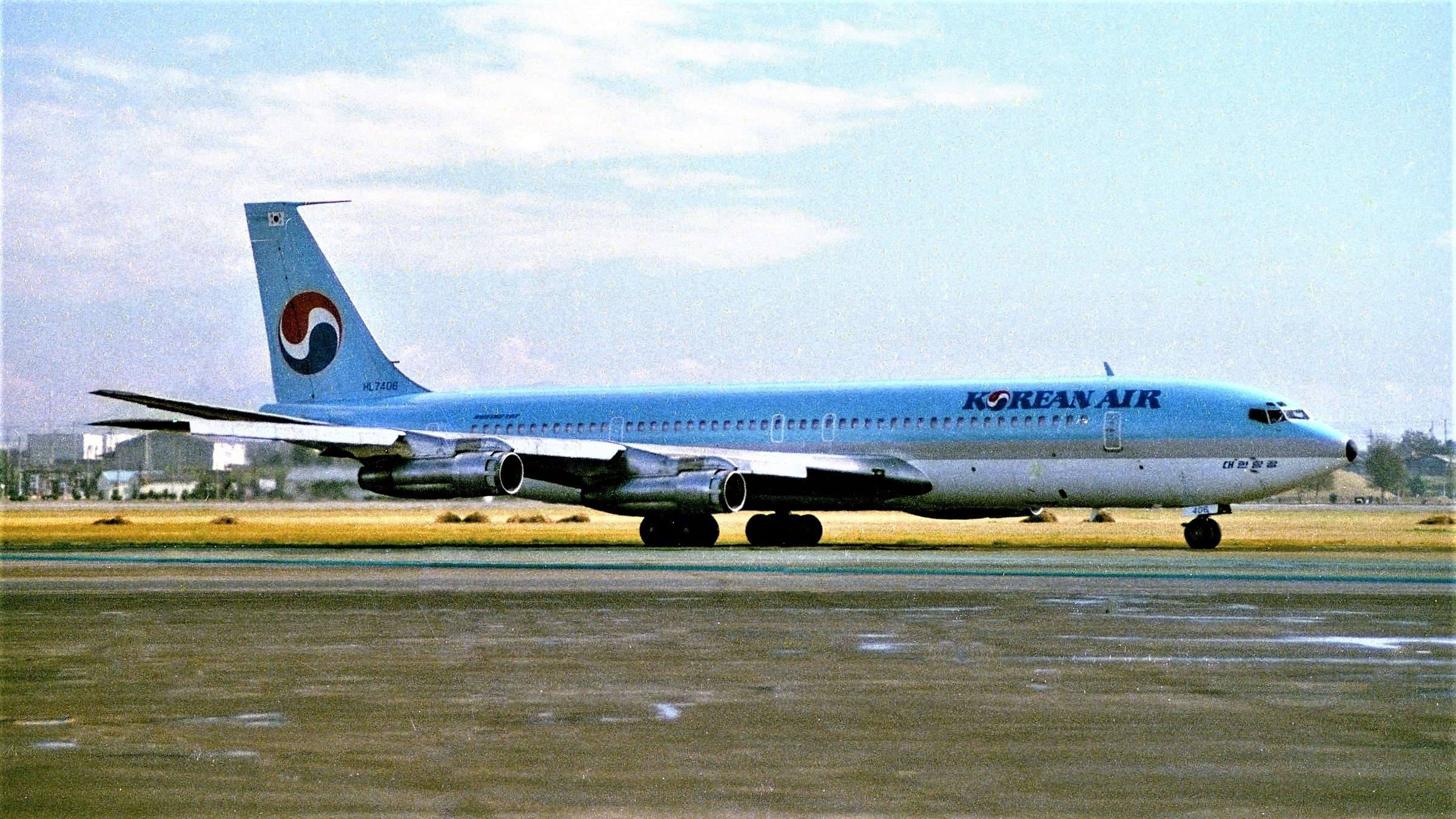
Chiếc máy bay bị đánh bom, HL7406, được chụp 1 tháng trước vụ việc

Năm 1987, Kim đã được phân công để đánh bom chuyến máy bay KAL 858. Bà được cho biết là mệnh lệnh đến trực tiếp từ chính lãnh tụ tối cao, Kim Il-sung. Bà được bảo là nếu bà thành công, bà sẽ có thể được trở lại và sống với gia đình mình và sẽ không phải làm việc như một điệp viên nữa. Bà một lần nữa lại làm việc chung với Kim Seung Il, người vừa hồi phục sau khi mổ dạ dày.
Kim đi lại với một hộ chiếu Nhật Bản giả dưới cái tên Mayumi Hachiya (蜂谷真由) cùng với Kim Seung Il, người đóng vai cha bà, lấy tên là Shinichi Hachiya (蜂谷真). Hai người đi sang châu Âu và cuối cùng gặp các điệp viên Triều Tiên khác ở Budapest, mà đã cung cấp cho họ với các vật liệu để hoàn thành sứ mệnh của mình. Kim Hyon-hui và Kim Seung Il đã để lại một quả bom (dấu trong một radio) trong cái giá để hành lý của chiếc máy bay KAL 858, khi họ xuống tại Abu Dhabi để đi đến Bahrain. Hai kẻ khủng bố tuy nhiên bị bắt tại Bahrain sau khi các nhân viên điều tra phát hiện ra, hộ chiếu của họ là giả. Kim Seung Il cắn một viên thuốc cyanide được dấu trong một điếu thuốc và chết. Kim Hyon-hui cũng định làm như vậy nhưng không thành công, khi một nữ cảnh sát Bahrain giật lấy điếu thuốc ra khỏi miệng bà khi bà bắt đầu ăn chất độc đó. Bà đã phải nhập viện và sau đó bị thẩm vấn. Lúc đầu, bà nằng nặc nói tên mình là Pai Chui Hui, một đứa trẻ mồ côi từ miền Bắc Trung Quốc đã gặp một người đàn ông cao tuổi Nhật Bản mà cùng đi với bà. Tuy nhiên bà phủ nhận không có quan hệ tình dục gì cả với ông ta. Tuy nhiên, giọng bà nghe không giống như một người từ miền bắc Trung Quốc. Sau khi cơ quan an ninh Bahrain đã tin rằng bà ấy thực ra là một người Tiều Tiên, đã đưa bà bay đến Seoul, Hàn Quốc.
Theo lời khai tại một buổi họp Hội đồng Bảo an Liên Hợp Quốc, Kim vào nhiều dịp đã được đưa đi để nhìn thấy sự thịnh vượng của Seoul bên ngoài nhà tù của bà. Các quan chức nhà tù cũng cho bà xem các chương trình truyền hình và những tường thuật tin tức cho thấy lối sống giàu có của người dân Hàn Quốc. Bà đã được dạy rằng miền Nam là một thái ấp đầy tham nhũng của Mỹ và sự nghèo đói rất phổ biến.
Sau tám ngày, Kim đầu hàng, thừa nhận rằng bà trên thực tế là một người Triều Tiên và tiết lộ những chi tiết về vai trò của mình trong vụ đánh bom chuyến bay 858, cũng như dính líu của chính cá nhân Kim Il-sung trong chương trình này.

## Sau đó
Về vai trò trong vụ đánh bom KAL 858, Kim bị tuyên án tử hình vào tháng 3 năm 1989. Tuy nhiên, tổng thống Hàn Quốc Roh Tae-woo đã ân xá cho bà sau đó cùng năm, tuyên bố, Kim chỉ là một nạn nhân bị tuyên truyền của một tội phạm chính, đó là nhà cầm quyền CHDCND Triều Tiên. Bà sau này viết một hồi ký có tựa là The Tears of My Soul và dâng hiến số tiền thu nhập được cho gia đình các nạn nhân chuyến bay 858.
Trong một cuộc phỏng vấn với phóng viên tờ Washington Post, Don Oberdorfer, Kim cho biết, bà bị lừa để tin tưởng rằng cuộc đánh bom là cần thiết để góp phần thống nhất bán đảo Triều Tiên. Tuy nhiên, cảnh tưởng phồn thịnh của Seoul làm cho bà nhận ra là bà đã phạm tội giết những người đồng hương của mình.
Cuộc đời của Kim đã gây cảm hứng cho cuốn phim quay năm 1990 Mayumi. Cuốn phim được điều khiển bởi đạo diễn Shin Sang-ok, mà cũng là một nạn nhân bị bắt cóc như cô giáo của Kim.
Tờ Publishers Weekly, trong bài phê bình năm 1992 về cuốn sách Shoot the Women First bởi Eileen MacDonald, mô tả Kim như là một "người máy" và "hoàn toàn phục tùng người đàn ông có thẩm quyền".
Vào tháng 12 năm 1997, Kim kết hôn với một cựu nhân viên tình báo Hàn Quốc mà đã từng là người bảo vệ bà, họ có hai người con với nhau.
Trong tháng 3 năm 2009, khi gặp gia đình của Yaeko Taguchi, bà có đề cập tới là, Taguchi có thể vẫn còn sống, và liên quan tới vấn đề này bà lại sang thăm Nhật Bản năm 2010. Sau cuộc động đất và sóng thần vào tháng 3 năm 2011 ở Nhật Bản, bà đã đóng góp 1 triệu yen ($15,600) cho các nạn nhân, tỏ lòng cảm ơn cho những đối đãi ưu tiên bà nhân được trong chuyến đi thăm nước Nhật lần trước.
Bà cũng đã xuất hiện trong một cuốn phim tài liệu của Nhật nói về cuộc đời của bà và đã tiết lộ về những bài ca bà Taguchi thường hát để ru con, mà đã bị chia rời sau khi bà bị bắt cóc.
Kim hiện thời vẫn sống ở một nơi được giữ kín và luôn được bảo vệ vì sợ sự trả thù của gia đình nạn nhân cũ hay của chính quyền CHDCND Triều Tiên mà cho bà là một kẻ phản quốc.
Kim cũng đóng góp những phân tích cho các cơ quan báo chí về tình hình chính trị hiện thời ở Cộng hòa Dân chủ Nhân dân Triều Tiên. Trong cuộc khủng hoảng Triều Tiên 2013, Kim nói trên truyền hình Úc là lãnh tụ Triều Tiên hiện thời Kim Jong-Un quá trẻ và thiếu kinh nghiệm, đang phải tranh đấu để giành hoàn toàn quyền lực đối với quân đội và giành được sự trung thành của họ. Bà cũng phê bình là ông ta đã dùng chương trình bom nguyên tử để trả giá đòi sự trợ giúp, để công chúng ủng hộ mình."